# Miękisz Nowy
Miękisz Nowy (do 1996 Nowy Miękisz) – wieś w Polsce położona w województwie podkarpackim, w powiecie jarosławskim, w gminie Laszki.

## Części wsi
| SIMC    | Nazwa     | Rodzaj    |
| ------- | --------- | --------- |
| 0605648 | Górne     | część wsi |
| 0605654 | Mokre     | część wsi |
| 0605660 | Sieniawka | część wsi |

## Historia
Nazwa miejscowości „Miękisz Antigua et Nowa” pojawia się po raz pierwszy w źródłach pisanych w 1511. Można przypuszać, że chodzi tu o sąsiadujące wsie, Miękisz Stary i Miękisz Nowy. Pod koniec XVI w. wzmiankowany jest Miękisz Stary a obok niego Wola Miękiska.
W 1753 r. erygowano w Miękiszu Nowym parafię greckokatolicką. Przypuszczalnie w tym samym czasie zbudowano we wsi cerkiew, po której pozostał tylko cmentarz z zachowanymi nagrobkami.
W II Rzeczypospolitej wieś w powiecie jarosławskim województwa lwowskiego. W latach 1944–1945 nacjonaliści ukraińscy z OUN-UPA zamordowali tutaj 15 Polaków.
W latach 1954–1961 wieś należała i była siedzibą władz gromady Miękisz Nowy, po jej zniesieniu w gromadzie Laszki. W latach 1975–1998 miejscowość administracyjnie należała do województwa przemyskiego.
Miejscowa parafia pw. Matki Bożej Śnieżnej i należy do dekanatu Radymno II.

## Zabytki
- Drewniany kościół Matki Bożej Śnieżnej zbudowany w latach 1818–1819, nawiązujący do stylu zakopiańskiego.